# Le Pradal
Le Pradal település Franciaországban, Hérault megyében. Lakosainak száma 325 fő (2022. január 1.). Le Pradal Taussac-la-Billière, La Tour-sur-Orb és Villemagne-l’Argentière községekkel határos.

## Népesség
A település népességének változása:
| Lakosok száma | 101  | 136  | 178  | 253  | 294  | 313  | 332  | 334  | 331  | 325  |
|               | 1968 | 1982 | 1990 | 2006 | 2013 | 2015 | 2017 | 2019 | 2020 | 2022 |